# 亞布盧尼夫卡 (羅馬尼夫區)
50°16′32″N 27°55′34″E / 50.27556°N 27.92611°E
亞布盧尼夫卡（烏克蘭語：Яблунівка），是烏克蘭北部的村莊，隸屬日托米爾州的日托米爾區。該村始建於1899年，面積27.7平方公里，海拔高度244米，2001年人口29。